# Beckiella synlamellata
Beckiella synlamellata är en kvalsterart som beskrevs av Balogh och Sandór Mahunka 1974. Beckiella synlamellata ingår i släktet Beckiella och familjen Dampfiellidae. Inga underarter finns listade.